# Rebecca Ruiz
Rebecca Ana Ruiz, née le 4 février 1982 à Lausanne (originaire du même lieu et d'Ardon (VS), double nationale hispano-suisse), est une personnalité politique suisse, membre du parti socialiste.
Après avoir été députée du canton de Vaud au Conseil national de 2014 à 2019, elle est élue conseillère d'État du canton de Vaud en 2019.

## Biographie
Fille de militants socialistes espagnols, Rebecca Ruiz effectue sa scolarité à Lausanne, puis étudie à l'Université de Lausanne, où elle obtient une licence en sciences sociales, puis en 2007 un master en criminologie et sécurité. Elle se fait naturaliser suisse à l'âge de 17 ans.
Elle est mère de deux enfants conçus avec une autre personnalité politique romande, le socialiste Benoît Gaillard,. Ils sont séparés.

## Parcours politique
Entrée au parti socialiste pendant ses études, elle est élue une première fois au Conseil communal de Lausanne en 2006, avant de présider la section lausannoise du parti (2008-2013). Réélue en 2011, elle quitte le législatif communal en 2012 pour siéger au Grand Conseil du canton de Vaud.

### Conseillère nationale
En juin 2014, elle devient conseillère nationale après la démission de la socialiste vaudoise Josiane Aubert. Elle siège à la Commission des affaires juridiques du mois de juin 2014 au mois de mars 2017, puis à la Commission de la sécurité sociale et de la santé publique.
Elle préside par ailleurs le Service aux patients de Suisse occidentale et l'Association romande et tessinoise des institutions d'action sociale[réf. nécessaire]. Elle est aussi membre de nombreux comités d'associations et de conseils de fondations actives dans les domaines de la culture, du social, du logement, de la famille et de la protection de l'enfance[réf. nécessaire].
En 2017, elle fait partie du projet engage.ch, plateforme visant à impliquer les jeunes dans la politique suisse,.

### Conseillère d'État
En décembre 2018, Pierre-Yves Maillard est élu à la présidence de l'Union syndicale suisse et annonce qu'il va quitter le Conseil d'État vaudois. Rebecca Ruiz se porte candidate à sa succession.
Le 20 décembre 2018, le journal Le Temps révèle que « La conseillère nationale socialiste a bénéficié entre 2013 et 2014 d’un contrat de maîtresse secondaire, alors qu’elle n’a jamais enseigné, auprès du Département de la formation, dirigé alors par sa camarade de parti Anne-Catherine Lyon ». Rebecca Ruiz a répondu qu'elle avait toutes les compétences requises pour obtenir ce mandat et assuré qu'elle avait tout de suite alerté la direction lors de la réception de ce contrat ; elle s'est alors entendue dire qu'il s'agissait « juste d'un procédé administratif ».
Le 17 mars 2019, Rebecca Ruiz obtient 47 % des voix lors du premier tour de l'élection complémentaire au Conseil d'État. Le candidat de l'UDC Pascal Dessauges en recueille 38 %. Le 19 mars, elle est élue tacitement, car les autres candidats qui ont obtenu au moins 5 % des voix au premier tour (l'UDC Pascal Dessauges et le PDC Axel Marion) ne se présentent pas au second tour. Elle prend ses fonctions à la tête du Département de la santé et de l’action sociale le 7 mai 2019. Elle est réélue en deuxième position des candidats au second tour le 10 avril 2022,.